# Steinn Steinarr
Steinn Steinarr (nascut amb el nom Aðalsteinn Kristmundsson, 13 d'octubre de 1908 – 25 de maig de 1958) fou un poeta islandès, considerat el poeta islandès major, encara que roman força desconegut fora de l'illa, sobretot a causa de les poques traduccions. El 2008, quan es van commemorar centenari del naixement i els cinquantenari de la mort, es va començar a veure un interès creixent per la seva poesia i com era conegut fora del país, de la mateixa manera que la joventut d'Islàndia començava a tenir un interès creixent per la seva obra.

## Primers anys
Steinn Steinarr va ser anomenat Alli (un diminutiu estàndard per Adalsteinn). Els seus pares eren treballadors agrícoles al nord-oest d'Islàndia (sveitabæ) i eren tan pobres que les autoritats locals van dividir la família. Els tres fills grans van ser donats en adopció, procés que va comportar la mort del més gran. La resta de la família va ser enviada a una granja de la costa oest. En poc temps Alli va ser l'únic membre de la família que va quedar a la granja, on va tenir una vida de misèria. Amb tota probabilitat, mai s'hagués sentit parlar d'ell si no hagués estat per una governadora que el va adoptar tres anys després. El seu nom era Kristin Tómasdóttir. Va descobrir el nen per accident i estava tan sorpresa per presenciar l'abús que havia patit que el va adoptar a l'acte.
Kristín es va adonar ben aviat que Alli no era un nen ordinari, sinó un rebel solitari, indisciplinat que li agradava meditar i llegir, però detestava el treball físic. La seva actitud aviat li va valer la ira dels nens locals que el van atacar en grup. Steinarr va ser ràpid per empunyar l'arma més poderosa en el seu arsenal: escriure  Limericks com a insult.
El segon cop de sort de Steinarr va ser quan la el conegut poeta Stefán frá Hvítadal va anar a viure al mateix comtat. Quan va escoltar alguns dels poemes del noi, va instar a la seva família d'acollida que no el castigués, sinó que l'animés. Un dels seus professors, un jove poeta de talent, Jóhannes Ur Kötlum, també hi estava d'acord. Però la poesia era un luxe per a un noi de granja en la misèria. El 1926, a l'edat de divuit anys, es va traslladar a Reykjavík. Sense diners i sense amics a la capital que creixia ràpid. Malgrat la seva aversió al treball físic es va empassar el seu orgull i va treballar dia i nit en el sector de la construcció. La seva recompensa va ser un atac greu de la poliomielitis que el va deixar paralitzat de la part esquerra del cos.
Un cop més Stefán va venir al seu rescat. El va portar al seu amic Erlendur que dirigia l'Unuhús cafè-casa, un lloc freqüentat per radicals, avantguardista artistes i pensadors. Va ser allà on una nova generació d'escriptors d'esquerra coneguts, incloent Halldór Laxness i Þórbergur Þórðarson, es van reunir i van discutir el destí de la seva nació i el món.

## La Gran Depressió
Stefan i Laxness eren fervents catòlics i va instar el seu protegit a fer el mateix. En aquest moment, la Gran Depressió va colpejar Islàndia. Juntament amb alguns dels seus amics de l'Unuhús va ser present a la fundació del Partit Comunista d'Islàndia cap al final de 1930. En aquell moment -per una estranya coincidència- el seu únic amic de la infància es va ofegar quan el seu vaixell de pesca es va enfonsar en una tempesta. El primer poema oficial de Steinarr fou un elegia al seu antic amic.
Aviat Islàndia es va enfonsar en el caos. Després d'una revolta que va arrencar a la capital el 1932, es va involucrar en la lluita dels treballadors. Un any més tard, ell i un grup d'homes portaven una bandera nazi en un poble de pescadors al nord del país. El cas va arribar fins a la Cort Suprema. Tot i la condemna de dos mesos de presó, que fou suspesa, els seus companys van utilitzar aquesta oportunitat per expulsar-lo del Partit Comunista, cosa que ell mai els va perdonar.
El 1933 el seu ídol, Tómas Guðmundsson, va publicar el segon llibre de poesia. El primer llibre d'Adalsteinn -escrit sota el seu nou nom de ploma, Steinn Steinarr- va sortir un any més tard (les dues parts del seu pseudònim deriven de la segona meitat del seu nom de pila, Adalsteinn). Encara que era obvi que havia estudiat la poesia de Guðmundsson, la seva visió del món no podria haver estat més diferent. El recull de Guðmundsson es titulava Fagra veröld (El món bonic). El recull fou un èxit instantani i va fer de l'autor el favorit de la burgesia. Per contra Steinn va publicar Rauður Loginn Brann (La flama roja crema) que va tenir una recepció brillant en les classes treballadores d'Islàndia.
Quan el seu segon llibre, Ljóð (Poemes), va aparèixer tres anys més tard, els seus antics companys es van afanyar a assenyalar que la flama vermella de la revolució havia donat pas al fum blanc del dubte. Poc després va conèixer l'atractiva Ásthildur Björnsdóttir que era un gran admiradora d'ell i de la seva poesia. Tan aviat com van començar la relació, la família d'ella va obligar-la a deixar aquesta relació.

## Els darrers anys
Des que Islàndia havia obtingut la independència de Dinamarca el 1918 les arts a Islàndia havien tingut un gran creixement. A continuació, la depressió va obligar artistes i professionals a sobreviure gràcies al patrocini governamental fins al 1939. En aquest mateix moment el polític Jónas Jónsson va proposar el finançament públic de les arts. El moment no podria haver estat més desafortunat per Steinarr, ja que Jónsson tenia una visió de la cultura reaccionària, que considerava totes les formes d'art modern com un art que degenerava i tots aquells que li portaven la contrària els considerava comunistes.
Mentrestant, gràcies a la Segona Guerra Mundial, els artistes d'avantguarda de tot el món tornaven als seus llocs d'origen plens d'idees noves i revolucionàries, amb ganes de fer-les triomfar. Entre els retornats a Islàndia hi haia dos pintors abstractes joves i atractives, Louisa Matthiasdottir i Nina Tryggvadottir, acabades de llicenciar-se dels seus estudis a París. Erlendur va suggerir que Steinn podia ser model per a Nina. A través de Nina aviat va conèixer i també va servir de model per a Louisa. En poc temps Steinn i les seves nenes eren el tema preferit de la ciutat.
Al maig de 1940, els Aliats de la Segona Guerra Mundial van iniciar l'ocupació d'Islàndia. Finalment l' economia d'Islàndia va començar a prendre velocitat. Aquest mateix any va aparèixer el tercer llibre de poemes de Steinerr, í Fótspor sandi (Petjades a la sorra) i va ser ben rebut. Per primera vegada guanyava una mica de diners de la seva poesia. Mentrestant, Louisa estava començant a canviar la seva vida. A partir de llavors algunes dels seus millors poemes s'inspiraven en l'aprofundiment de l'amor i de l'admiració per ella. Fins i tot van començar a treballar en un llibre junts sobre la base del seu poema sobre una noia de camp, titulat Halla, tot i que restà inèdit. El mateix moment que el seu quart i més reeixit llibre de poesia, Ferd án fyrirheits (Viatge sense destinació) arribà a les botigues -el desembre de 1942- Louisa va anar a Nova York per continuar els seus estudis. No gaire després Nina s'hi va reunir.
El 1943 va aparèixer la brillant sàtira de Steinn sobre Hitler i els nazis, Tindátarnir (Els soldats d'estany), magníficament il·lustrat per Nina. El 1948, es va casar amb la seva anterior nòvia, Ásthildur Björnsdóttir. El mateix any va publicar la seva obra mestra Temps i aigua que va assegurar la seva reputació com a poeta modern més important d'Islàndia. El 1955 Halldór Laxness, el seu mentor i amic, va rebre el Premi Nobel de Literatura. Steinn Steinarr va morir tres anys més tard, el 25 de maig de 1958. Tenia 49 anys. La seva vídua, Ásthildur, va morir el 18 de juliol de 1998, amb 81 anys. Després que Louisa morís, l'any 2000, el manuscrit en el qual treballaven junts, Halla, finalment va ser redescobert i publicat. El llibre es va convertir en el setè i últim llibre de la poesia de Steinn Steinarr.

## Obres
- 1934-Rauður loginn brann (La flama roja crema)
- 1937-Ljóð (Poemes)
- 1940-Fótspor í sandi (Petjades a la sorra)
- 1942-Ferð án fyrirheits (Viatge sense destí)
- 1943-Tindátarnir (Els soldats d'estany)
- 1948-Tíminn og vatnið (El temps i l'aigua)
- 2000-Halla